# Pedro de Tovar
Pedro de Tovar (nacido en 1501) fue un explorador, militar y administrador virreinal español. Formó parte de la expedición de Francisco Vázquez de Coronado y dirigió la primera expedición a las Cibola en 1540. Tovar fue asimismo el primer europeo en conocer la existencia del Gran Cañón del Colorado, aunque nunca llegó a pisarlo. También formó parte de las tropas de Nuño Beltrán de Guzmán durante la conquista de Nueva Galicia, además de colaborar en la colonización de Guadalajara y en la fundación de Culiacán, en el actual México. Posteriormente, fue alcalde de Nueva Galicia y Culiacán.

## Biografía
Tovar nació en 1501 en el seno de una familia de hidalgos procedente de Boca de Huérgano (León). Era hermano de Sancho de Tovar, vicealmirante de la flota de Pedro Álvares Cabral que llegó a Brasil, y sobrino del virrey de Nueva España y del Perú, Antonio de Mendoza y Pacheco. Durante su carrera, alcanzó el cargo de regidor de Sahagún, en León, España. 
En 1531, se incorporó a las tropas de Nuño Beltrán de Guzmán, que participaron en la conquista de Nueva Galicia y en la fundación de Culiacán, en Sinaloa. También tomó parte en la colonización del actual estado de Jalisco, en el México actual, siendo uno de sus primeros colonos.
En 1541, Tovar se sumó a la expedición de Coronado y recibió los títulos de capitán y alférez mayor de la expedición. Coronado buscaba las Siete Ciudades de Cibola. Inicialmente, pensaron que estas se encontraban en el territorio de los hawikuh, una de las tribus zuñi, en el actual Nuevo México. Los hawikuh se opusieron a la entrada de los españoles en sus tierras, lo que condujo a hostilidades. Las tropas de Coronado se impusieron, por lo que los zuñi se avinieron a un tratado de paz. Los españoles, sin embargo, no dieron con el oro que buscaban.
Así pues, una semana después, Coronado envió un grupo de hombres comandados por Tovar hacia el oeste, en busca de Cibola. Durante su viaje, Tovar llegó a las tierras de los hopi, en la actual Arizona. Sin embargo, al igual que los zuñi, los hopi no se mostraron dispuestos a franquearles el paso y de nuevo se produjeron enfrentamientos, durante los que murieron varios hopis. Estos terminaron rindiéndose y ofrecieron a los españoles obsequios en son de paz, aceptando entablar relaciones comerciales.
Aunque los Hopi desconocían la existencia de Cibola y sus tierras carecían de riquezas, Tovar supo por ellos de un gran río, el (Colorado), que discurría al oeste de su territorio. Incapaz de encontrar Cibola, Tovar regresó al territorio hawikuh y habló con Coronado sobre ese gran río.
En 1542, Tovar regresó a Culiacán y allí vivió el resto de su vida. Adquirió dos encomiendas cerca de la citada provincia. El primero empleó a mil hombres y el otro a cuatrocientos. Los trabajadores de sus encomiendas, como era habitual en la América española, debían obedecerle y pagarle tributo. A finales de la década de 1540, Tovar se hizo con la encomienda de Anacatarimeto y más tarde consiguió también la de Mocorito, en Sinaloa. Según el historiador Richard Flint, Tovar fue alcalde mayor de Nueva Galicia en 1549 y de Culiacán en 1564.

## Vida personal
Tovar se casó con Francisca de Guzmán, hija de un gobernador de Cuba. Su nieto, Hernando de Tovar, fue sacerdote.

## Legado
- Tovar se acredita como la primera persona blanca que fue vista por los Hopi.[7][4]
- El Tovar, un hotel construido en 1905 en el South Rim del Gran Cañón de Arizona, lleva su nombre.[8]